# Rytele Święckie
Rytele Święckie – wieś w Polsce, położona w województwie mazowieckim, w powiecie sokołowskim, w gminie Kosów Lacki. Ma status sołectwa.
W latach 1975–1998 miejscowość administracyjnie należała do województwa siedleckiego.
Zaścianek szlachecki Świeckie należący do okolicy zaściankowej Rytele położony był w drugiej połowie XVII wieku w ziemi drohickiej województwa podlaskiego.
Wierni kościoła rzymskokatolickiego należą do parafii Trójcy Przenajświętszej i św. Anny w Prostyni.
Z miejscowości pochodzi Paweł Rytel-Andrianik, polski duchowny rzymskokatolicki, były rzecznik Konferencji Episkopatu Polski, szef sekcji polskiej Radia Watykańskiego.

## Położenie
W podziale fizjogeograficznym Rytele Święckie znajdują się na wschodnich krańcach Niziny Środkowo Mazowieckiej w regionie fizycznogeograficznym zwanym Doliną Dolnego Bugu.

## Integralne części wsi
| SIMC    | Nazwa    | Rodzaj    |
| ------- | -------- | --------- |
| 0676329 | Boreczek | część wsi |
| 0676335 | Borek    | część wsi |

## Historia
Rytele to gniazdo polskiej gałęzi niemieckiego rodu Rytelów. Najstarsza wzmianka o miejscowości występuje w księgach drohickich gdzie widnieją bracia rodzeni Piotr i Mikołaj Rytelowie. Owa wzmianka pochodzi z 1450 roku. Istnieją jednak poszlaki wskazujące na wcześniejsze istnienie miejscowości w latach 1435-1440.
W sierpniu 1944 wycofujące się oddziały niemieckie spaliły doszczętnie 87 domów, ocalały tylko niektóre znajdujące się na koloniach. Był to odwet za ukrywanie Żydów i stawianie oporu okupantom.

## Nazwa miejscowości (toponimia)
Dawniej zwane także Rytele Lubicze, Rytele Stara Wieś (łac. Rithelie Villa antiqua, rus. Ritelie Staroie Sjeło). Nazwa Rytele pochodzi zapewne od rycerzy, którzy się tam osiedlili w okresie od XIV do XVI wieku. W tym okresie licznie przybywali na te tereny rycerze z Mazowsza, Prus i Litwy.

## Walory turystyczne
Rytele Święckie leżą na terenie jednego z największych parków krajobrazowych w Polsce – Nadbużańskiego Parku Krajobrazowego, w sąsiedztwie rzeki Bug wraz z jej dopływami (Kosówka) oraz liczne jeziora, m.in.: Borkowskie, Przesmyc.
W roku 1958 i 1979 miejscowość borykała się ze skutkami powodzi, w związku z tym w latach 80. i 90. wybudowano wały przeciwpowodziowe. Wokół nich poprowadzone zostały utwardzone drogi, które służą zarówno komunikacji samochodowej jak i rowerowej.

## Najważniejsze obiekty
Do najważniejszych obiektów na terenie miejscowości należą: Publiczna Szkoła Podstawowa (powstała po odzyskaniu niepodległości w 1918 roku), Kaplica pw. Matki Boskiej Częstochowskiej (wybudowana w latach 1981–1983) oraz Remiza Ochotniczej Straży Pożarnej.

## Gwara
Ludność zamieszkała na terenie Rytel Święckich posługuje się różnymi odmianami gwar podlaskich, takich jak: gwara białostocka (np. rozbuwaj się - zdejmij buty, łachy - ubrania)

## Parafia rzymskokatolicka
Wierni wyznania rzymskokatolickiego zamieszkali w miejscowości należą do parafii Prostyń (dekanat łochowski diecezji drohiczyńskiej) tam znajduje się bazylika Trójcy Przenajświętszej i św. Anny.